# Fundamental Destiny
Fundamental Destiny (Untertitel Live at the Frankfurt, Germany Jazz Festival) ist ein Jazzalbum des Art Ensemble of Chicago mit Don Pullen. Die am 1. Juni 1991 auf dem Deutschen Jazzfestival in Frankfurt am Main entstandenen Aufnahmen erschienen 2007 auf AECO Records.

## Hintergrund
Die Aufnahmen entstanden Mitte 1991, als das Art Ensemble of Chicago auch mit Gastmusikern arbeitete, so 1990 mit südafrikanischen Musikern auf Soweto oder mit Cecil Taylor auf Thelonious Sphere Monk (Dreaming of the Masters Vol. 2). Das Album erschien in einer Phase, als das AEC (nach dem 2004 entstandenem Livealbum Non-Cognitive Aspects of the City: Live at Iridium) zumindest hinsichtlich neuer Aufnahmen kaum aktiv war; zwei Mitbegründer des Ensembles, Lester Bowie und Malachi Favors waren 1999 bzw. 2004 gestorben. Erst 2018 entstand We Are on the Edge: A 50th Anniversary Celebration.

## Titelliste
- Art Ensemble of Chicago: Fundamental Destiny: Live at the Frankfurt, Germany Jazz Festival (AECO Records AECO 008)[1]

1. People in Sorrow (J. Jarman, L. Bowie, M. Favors, R. Mitchell) 19:47
2. Song for Atala (R. Mitchell) 16:48
3. Fundamental Destiny (J. Jarman) 11:56
4. Odwalla / The Theme (R. Mitchell) 3:35

## Rezeption
Scott Yanow verlieh dem Album in Allmusic vier Sterne und schrieb, dieser Konzertmitschnitt sei ungewöhnlich, da das Art Ensemble of Chicago mit dem Pianisten Don Pullen zusammenarbeitete. Während das lange „People in Sorrow“ größtenteils an einer Stelle bleibe, während es an Intensität und Leidenschaft zunehme, würden sowohl „Song for Atala“ als auch „Fundamental Destiny“ Lester Bowie, Joseph Jarman und Roscoe Mitchell die Möglichkeit geben, sich auf ziemlich geradlinigem Weg zu entfalten. Pullen trage zur rhythmischen Spannung der Gruppe bei, insbesondere beim Titelstück, und wäre eine logische Ergänzung zum Art Ensemble gewesen, wenn sie jemals einen regulären Pianisten hinzugefügt hätten. Diese Live-Aufnahme sei zwar nicht makellos, verfüge aber über genügend helle Momente, um sie für Art-Ensemble-Sammler durchaus zu empfehlen.